# به اختصار (فیلم)
به اختصار (فرانسوی: Bref‎) یک سریال تلویزیونی فرانسوی به کارگردانی کیان خجندی است. اولین قسمت این سریال در ۲۹ اوت 
۲۰۱۱ منتشر شد.